# The Peach-Basket Hat
The Peach-Basket Hat is een Amerikaanse stomme en korte film uit 1909 onder regie van D.W. Griffith.

## Verhaal
Meneer Jones laat zijn baby bij de werkster om een nieuwe hoed te kunnen kopen. Ondertussen nodigt de werkster een groep zigeuners uit. Als ze weer vertrekken, blijkt de baby ook verdwenen te zijn. De werkster raakt in paniek en denkt dat de baby ontvoerd is.

## Rolverdeling
| Acteur            | Personage               |
| ----------------- | ----------------------- |
| John R. Cumpson   | Meneer Jones            |
| Florence Lawrence | Mevrouw Jones           |
| Linda Arvidson    | Bezoeker                |
| Jeanie MacPherson | Winkel Bezoeker         |
| Arthur V. Johnson | Agent / Winkel Bezoeker |
| Owen Moore        | Winkel Bezoeker         |
| Mary Pickford     | Winkel Bezoeker         |
| Mack Sennett      | Agent / Winkel Bezoeker |